# Giuseppe Avenanti
Giuseppe Avenanti (Arcevia, 9 agosto 1898 – Kopanki, 20 gennaio 1943) è stato un militare e funzionario italiano, decorato con la medaglia d'oro al valor militare alla memoria nel corso della seconda guerra mondiale.

## Biografia
Nacque ad Arcevia nel 1898, figlio di Victor Hugo e Palmira Possanzini. Conseguito il diploma di ragioniere, nel marzo 1917 viene arruolato nel Regio Esercito per combattere nel corso della prima guerra mondiale come sottotenente di complemento nel 93º Reggimento fanteria "Messina" prima, e nel 158º Reggimento fanteria "Liguria" poi. Lasciato il fronte nel marzo 1918 per grave malattia, dopo lunghi periodi trascorsi in luoghi di cura e in licenza di convalescenza, nel giugno del 1929 fu collocato in congedo assoluto con il grado di tenente. Promosso capitano nel 1932 e maggiore per meriti eccezionali nel 1936, ricoprì anche importanti incarichi politici.
Iscritto al Partito Nazionale Fascista dall’ottobre 1920, fu squadrista, ebbe il brevetto per la Marcia su Roma e la Sciarpa Littorio.  Comandante di Squadra d'azione, fu console generale della Milizia Volontaria Sicurezza Nazionale fuori quadro dal maggio del 1937. Segretario del Fascio di Arcevia, Vice Segretario Federale e Segretario Federale di Ancona (febbraio 1925-luglio 1926). Componente del Triumvirato reggente la Federazione di Ancona (settembre - dicembre 1926). Segretario Federale di Ancona (dicembre 1926-gennaio 1928), Zara (marzo 1928-luglio 1930) e di Gorizia (luglio 1930-gennaio 1934).  Nominato prefetto di 2ª classe il 20 gennaio 1934 e prefetto di 1ª classe il 21 agosto 1939, fu prefetto di Potenza (gennaio 1934-giugno 1937), Foggia (luglio 1937-agosto 1939), La Spezia (agosto 1939 - ottobre 1941).
Nell'ottobre del 1941 venne richiamato in servizio attivo a domanda. Destinato al 1º Reggimento alpini mobilitato, e promosso tenente colonnello, prestò prima servizio presso il comando del reggimento e poi, dal giugno 1942, gli venne affidato il comando del battaglione alpini "Ceva". Un mese dopo partiva per il fronte russo. Cadde in combattimento a Kopanki il 20 gennaio 1943, nel tentativo di contrastare l'avanzata dei carri armati nemici, e fu successivamente insignito della medaglia d'oro al valor militare alla memoria.

### Fonti
1. ↑  Gruppo Medaglie d'Oro al Valore Militare 1965, p. 179.
2. ↑  Combattenti Liberazione.
3. 1 2 3 4 5 6  Bianchi, Cattaneo 2011, p. 388.
4. 1 2 3 4 5 6  Cifelli 1999, p. 31.
5. ↑  Bianchi, Cattaneo 2011, p. 387.
6. ↑   Medaglia d'oro al valor militare Avenanti, Giuseppe, su quirinale.it, Quirinale. URL consultato l'11 febbraio 2023.
7. ↑  Registrato alla Corte dei conti lì 12 gennaio 1949,  Esercito registro n. 1, foglio 330.
8. ↑  Registrato alla Corte dei Conti il 16 marzo 1936, registro 7, foglio 42.